# 高杏富 (少將)
高杏富，男，中共政治人物，軍事人物，中國人民解放軍少將。
黑龍江省政协常務委員，黑龍江省軍區副政委，中共黨員，2020年9月23日時任省军区副政委的高氏到慶安縣人武部調研。